# Srednje (kanton bośniacko-podriński)
Srednje – wieś w Bośni i Hercegowinie, w Federacji Bośni i Hercegowiny, w kantonie bośniacko-podrińskim, w gminie Pale-Prača. W 2013 roku pozostawała niezamieszkana.